# Osmóforo
En Botánica, un osmóforo es una glándula en la cual se elaboran las sustancias volátiles que producen el olor de las flores. 
Se los encuentra en numerosas especies, por ejemplo en las familias Asclepiadaceae, Aristolochiaceae, Araceae y Orchidaceae.
El tejido secretor en los osmóforos puede tener una o varias capas de espesor. En Rosa, Jasminum, Viola, se forman permanentemente vacuolas con aceites esenciales muy volátiles en las células de la epidermis y mesófilo de los pétalos,  Si la temperatura es suficiente, se evaporan a través de la pared celular y de la cutícula. A medida que se evaporan, se sintetizan más en el citoplasma.